# Лиман (Камчатский край)
Лиман — бывшее село в Соболевском районе Камчатского края России.
Расположено на берегу Охотского моря, близ устья реки Воровской, где сформировался лиман, отчего село и получило своё название.
Село возникло не позже 1959 года. Здесь действовало отделение рыбокомбината им. Кирова. Имелся магазин.
Упразднено 10 августа 1978 года.